# Arthur Dannenberg
Arthur Albert Friedrich Dannenberg (* 15. August 1865 in Berlin; † 21. Februar 1946 in Marburg) war ein deutscher Geologe.
Dannenberg studierte an der Universität Berlin, der Bergakademie Berlin und der TH Aachen und wurde 1893 an der Universität Straßburg promoviert. 1895 habilitierte er sich in Aachen, war dort Privatdozent und ab 1907 ordentlicher Professor für Geologie. 1933 wurde er emeritiert.
Er befasste sich mit der Geologie von Steinkohlelagerstätten, über die er ein Lehrbuch schrieb.
Er gehört im August 1912 zu den 34 Gründungsmitgliedern der Paläontologischen Gesellschaft.
Sein Vater war der Numismatiker Hermann Dannenberg.

## Schriften
- Geologie der Steinkohlenlagerstätten, Band 1 bis 3, Berlin 1915-1937; Band 1, 2. Auflage, Berlin 1941.